# Intérim d'Augsbourg
Pour les articles homonymes, voir Intérim.
L’Intérim d’Augsbourg est un décret impérial du 15 mai 1548, élaboré à la demande de l'empereur Charles Quint, après sa victoire sur les princes luthériens (la ligue de Smalkalde) lors de la bataille de Muehlberg, alors qu'il cherche à apaiser les tensions entre catholiques et protestants, notamment en tentant de réduire les acquis théologiques et liturgiques du protestantisme.

## Origine
Au sein du Saint-Empire romain germanique, Charles Quint eut régulièrement à lutter contre les États protestants, qui gagnaient des fidèles et des terres sur les États catholiques. Plusieurs princes protestants s’étaient unis, en formant la Ligue de Smalkalde soutenue par le roi français François Ier, obligeant l'empereur à signer une trêve, en 1538. En 1541, Charles Quint réussit presque à obtenir un accord entre les différentes parties, notamment en ce qui concernait la notion théologique de « justification par la foi seule », mais non sur les divergences théologiques entre les conceptions catholique et protestante de l’eucharistie). Il décide alors d’employer la force. Les opérations militaires tournent à son avantage : à Ingolstadt, ses troupes  défont celles des princes protestants Jean Frédéric de Saxe et de Philippe de Hesse. L'empereur connaît une autre victoire, décisive celle-là, à Mühlberg le 24 avril 1547 : le sud et l'ouest se soumettent, seul le nord résiste. Le 1er septembre s’ouvre une  diète, à Augsbourg qui doit consacrer les victoires impériales.

## Contenu
Durant les mois qui suivent les victoires impériales, Charles Quint convoque donc une diète d'empire à Augsbourg : il confisque la cathédrale, et proclame le 15 mai 1548 l’Intérim, texte qui décrète le retour des protestants à des croyances et des pratiques proches du catholicisme, moyennant quelques compensations, telles que le droit de mariage des prêtres et ce pour un temps limité - d'où le nom de ce décret -, en attendant les conclusions du Concile de Trente. Wolfgang Musculus s'oppose ouvertement au texte, mais l'Intérim est promulgué et il doit quitter la ville le jour même.
Certains protestants se rallient à l’Intérim, arguant qu’il valait mieux faire quelques concessions avec le catholicisme que de voir détruire le luthéranisme, mais de nombreuses provinces s’opposent au pouvoir impérial, comme à Strasbourg, et Charles-Quint doit souvent faire acte d’autorité. Cette stratégie a eu pour effet de mécontenter les deux parties. En Saxe, Maurice de Saxe tente d'en faire adopter une version plus consensuelle, connue comme l'Intérim de Leipzig mais elle est rejetée par l'assemblée d'États saxons à laquelle elle est présentée.

## Conséquences
Les protestants s'unissent ensuite au nouveau roi de France, Henri II. Charles Quint manque d'être fait prisonnier à Innsbruck et négocie la Paix de Passau, dans le traité de laquelle il autorise l'exercice de la religion protestante. 
Les troubles continuent jusqu'à la mort de Maurice de Saxe, et en 1555 est signée la paix d'Augsbourg, qui consacre le pouvoir impérial et reconnaît les deux religions, catholicisme et luthéranisme, dans tout l'Empire.